# Mesocnemis dupuyi
Mesocnemis dupuyi är en insekt i familjen flodflicksländor som förekommer i västra Afrika.
I storleken ligger arten mellan Mesocnemis robusta och Mesocnemis singularis. Den blir 33 mm lång och bakkroppens längd är nästan 26 mm.
Arten lever vid olika vattendrag i östra Gambia, Senegal och nordvästra Guinea. Individerna sitter vanligen på halvgräs vid strandlinjen.
Skogsröjningar och bygget av en dam som sker i regionen har antagligen ingen effekt på beståndet. Djuret är ganska sällsynt. IUCN listar arten som nära hotad (NT).